# 列拿度·卡路士·馬田斯·祖利亞
列拿度·卡路士·馬田斯·祖利亞（Renato Carlos Martins Júnior，1987年5月14日—），简称列拿甸奴，是巴西职业足球运动员，司职前鋒，现效力于泰國丙組聯賽球队Uttaradit。
列拿甸奴2009年加盟日本職業足球聯賽球队川崎前鋒，2008年夏季轉會期，他看似加盟葡超球會士砵亭，但他最後加盟川崎前鋒。
2012年1月，雷纳蒂尼奥转会加盟中国足球超级联赛球队杭州绿城。

## 榮譽
- 17歲以下聖保羅洲聯賽: 2004
- 聖保羅洲聯賽: 2006 & 2007

## 連結
- （葡萄牙文） santos.globo.com
- （英文） sambafoot
- （葡萄牙文） CBF